# Puntius sahyadriensis
Puntius sahyadriensis är en fiskart som beskrevs av Silas, 1953. Puntius sahyadriensis ingår i släktet Puntius och familjen karpfiskar. IUCN kategoriserar arten globalt som livskraftig. Inga underarter finns listade i Catalogue of Life.